# Ars legendi-Preis für exzellente Hochschullehre
Der seit 2006 vergebene Ars legendi-Preis für exzellente Hochschullehre soll die besondere Bedeutung der Hochschullehre für die Ausbildung des akademischen Nachwuchses unterstreichen. Es ist die höchste deutsche Auszeichnung im Bereich der universitären Lehre.

## Preis
Der mit 50.000 Euro dotierte Preis wird vom Stifterverband für die Deutsche Wissenschaft und von der Hochschulrektorenkonferenz gestiftet. Seine Vergabe soll einen karrierewirksamen Anreiz schaffen, sich in der Hochschullehre zu engagieren. Auch dient er der Förderung der Qualität der Lehre. Der Preis wird an einen Wissenschaftler oder eine Wissenschaftlerin – ggf. auch stellvertretend für ein Team – für sein besonderes Gesamtschaffen in der Lehre, im Sinne von herausragenden und innovativen Leistungen in Lehre, Prüfung, Beratung und Betreuung im grundständigen Studium vergeben. Neben einer exzellenten Didaktik und Lehrqualität kommt es auch darauf an, inwieweit der Betreffende über die eigenen Lehrveranstaltungen hinaus Impulse für die Weiterentwicklung der Hochschullehre gegeben hat. Damit wird auch die Gesamtpersönlichkeit des Preisträgers im Sinne seiner Vorbildfunktion in der Lehre geehrt. Der Preis wurde von 2006 bis 2012 jeweils an eine andere Fachdisziplin oder Fächergruppe vergeben. Seit 2013 wird er fächerübergreifend für eine spezifische Lehrsituation verliehen. Die Bewerbung erfolgt in der Regel auf Vorschlag der Fakultäten, Fachschaften oder Berufsgruppen; Eigenbewerbungen sind ebenfalls zulässig.
Neben dem Ars legendi-Preis verleihen der Stifterverband und die Hochschulrektorenkonferenz seit 2010 den Ars legendi-Fakultätenpreis für exzellente Hochschullehre. Dieser Preis soll den Ansatz des Ars legendi-Preises verstetigen. Er ist je nach Fachrichtung unterschiedlich dotiert.

## Preisträger des Ars legendi-Preises
- 2006 in Medizin: Sigrid Harendza (Universität Hamburg) und Reinhard Putz (Ludwig-Maximilians-Universität München).[1][2][3]
- 2007 in Jura: Rolf Sethe (Martin-Luther-Universität Halle-Wittenberg)[2][4][5]
- 2008 in Wirtschaftswissenschaften: Michael Vogel (Hochschule Bremerhaven) und Joachim Winter (Ludwig-Maximilians-Universität München)[2][6][7][8]
- 2009 in Ingenieurwissenschaften und Informatik: Oliver Vornberger (Universität Osnabrück)[9][10][11]
- 2010 in Amerikanistik: Walter Grünzweig (Technische Universität Dortmund)[12]
- 2011 in Mathematik und Naturwissenschaften: Jürgen Richter-Gebert (Technische Universität München)[13][14]
- 2012 in Sozialwissenschaften: Nina Kölsch-Bunzen (Hochschule Esslingen) und Malte Persike (Universität Mainz)[15]
- 2013 für Angebote der Studieneingangsphase: Manfred Hampe (Technische Universität Darmstadt) und Stephan Lorenz (Ludwig-Maximilians-Universität München)
- 2014 für „Forschendes Lernen“: Martin Blum (Universität Hohenheim) und Daniela Elsner (Goethe-Universität Frankfurt am Main)
- 2015 für „Digitales Lehren und Lernen“: Jürgen Handke (Philipps-Universität Marburg)
- 2016 für „Diversitätsgerechtes Lehren und Lernen“: Carolin Schreiber und Team (Folkwang Universität der Künste) und Carsten Agert/Tanja Behrendt (Universität Oldenburg)[16]
- 2017 für „Praktika und Praxisbezüge“: Klaus Meier (Katholische Universität Eichstätt-Ingolstadt) und Henrike Rieken und Team Hochschule für nachhaltige Entwicklung Eberswalde[17]
- 2018 für „Constructive Alignment“: Evelyn Korn (Philipps-Universität Marburg)
- 2019 für „Lehren als wissenschaftliche Tätigkeit“: Peter Riegler (Ostfalia Hochschule für angewandte Wissenschaften)
- 2020 für „Förderung zivilgesellschaftlichen Engagements von Studierenden“: Christoph Corves (Christian-Albrechts-Universität zu Kiel)
- 2023 für „Lehren und Lernen für nachhaltige Entwicklung“: Annett Kaldich (Universität Leipzig)
- 2024 für „Fachwissenschaften für die Lehrkräftebildung“: Richard Göttlich (Justus-Liebig-Universität Gießen); Rolf Kreyer (Philipps-Universität Marburg).

## Preisträger des Ars legendi-Fakultätenpreises
Medizin:
- 2010 Peter Dieter (Technische Universität Dresden) und Jürgen Schäfer (Universität Marburg)
- 2011 Jana Jünger (Universität Heidelberg)
- 2012 Wolfgang Hampe (Universität Hamburg) und Tobias Raupach (Universität Göttingen)
- 2013 Stefan Beckers und Saša Sopka, beide RWTH Aachen
- 2014 Bernhard Hirt (Eberhard Karls Universität Tübingen), Michael Knipper (Justus-Liebig-Universität Gießen)
- 2015 Martin Fischer (Ludwig-Maximilians-Universität München), Christoph Brochhausen (Johannes Gutenberg-Universität Mainz)
- 2016 Christoph Nikendei (Heidelberg), Thomas Rotthoff (Düsseldorf)
- 2017 Stefan Bösner (Marburg)
- 2018 Anne Herrmann-Werner (Tübingen)
- 2019 André Mihaljevic (Heidelberg)
- 2020 Konstantinos Dimitriadis (München)
- 2021 Caroline Klingner (Jena), Jobst-Hendrik Schultz (Heidelberg)
- 2022 Susanne Gerhardt-Szép (Frankfurt a. M.), Gunther Hempel (Leipzig)
- 2023 Sandra Steffens (Hannover)
- 2024 Florian Recker (Bonn)
- 2025 Ralf Schmidmaier (München)

Ingenieurwissenschaften/Informatik (mit Dachverband der Fakultätentage 4ING):
- 2011 Jörg Lange (Technische Universität Darmstadt)
- 2014 Markus Friedrich (Universität Stuttgart)
- 2017 Katharina Anna Zweig (Technische Universität Kaiserslautern)
- 2020 Stephan Krusche (Technische Universität München)[20]

Ingenieurwissenschaften/Informatik (mit Konferenz der Fachbereichtstage KFBT):
- 2019 Axel Böttcher (Hochschule für angewandte Wissenschaften München)[22]
- 2021 Johannes Schildgen (Ostbayerische Technische Hochschule Regensburg)
- 2023 Veronika Thurner (Hochschule für angewandte Wissenschaften München)[23]

Rechtswissenschaften:
- 2012 Julian Krüper (Universität Düsseldorf)
- 2013 Urs Kramer (Universität Passau) und Thomas Lobinger (Universität Heidelberg)
- 2014 Michael Frey (Hochschule Kehl)
- 2015/16 Roland Hefendehl (Universität Freiburg) und Rupprecht Podszun (Universität Bayreuth)
- 2018 Thomas Riehm (Universität Passau) und Susanne Hähnchen (Universität Bielefeld)

Chemie:
- 2014 Thorsten Daubenfeld (Hochschule Fresenius, Idstein)
- 2015 Dietmar Stalke (Georg-August-Universität Göttingen)
- 2016 Richard Göttlich, Siegfried Schindler, Nicole Graulich (Justus-Liebig-Universität Gießen)
- 2017 Christian Ehli (Friedrich-Alexander-Universität Erlangen-Nürnberg)
- 2018 Klaus Lehmann (Hochschule Bonn-Rhein-Sieg)
- 2019 Lena Daumann (Ludwig-Maximilians-Universität München)
- 2020 Dirk Burdinski (Technische Hochschule Köln)
- 2021 Olalla Vázquez (Philipps-Universität Marburg)
- 2022 Nele Milsch (Georg-August-Universität Göttingen)
- 2023 Sebastian Seiffert (Johannes Gutenberg-Universität Mainz)
- 2024 Hans-Christian Schmitt (Julius-Maximilians-Universität Würzburg)
- 2025 Sabrina Gensberger-Reigl (Friedrich-Alexander-Universität Erlangen-Nürnberg)

Biologie/Biowissenschaften:
- 2014 Dominik Begerow, Jens Wöllecke (Ruhr-Universität Bochum)
- 2015 Simone Karrie, Reinhard Köster, Martin Korte (Technische Universität Braunschweig)
- 2016 Dorothea Kaufmann (Ruprecht-Karls-Universität Heidelberg)
- 2017 Jorge Groß (Otto-Friedrich-Universität Bamberg)
- 2018 Frank Sprenger (Universität Regensburg)
- 2019 Markus Piotrowski (Ruhr-Universität Bochum)
- 2020 Martin Wilmking (Universität Greifswald)
- 2021 Katrin Meyer (Georg-August-Universität Göttingen)
- 2022 Dagmar Hann, Daniela Meilinger (Ludwig-Maximilians-Universität München)
- 2023 Holger Schielzeth (Friedrich-Schiller-Universität Jena)
- 2024 Nina Keul (Christian-Albrechts-Universität zu Kiel)
- 2025 Benedikt Heuckmann (Universität Münster)

Mathematik:
- 2014 Daniel Grieser (Carl-von-Ossietzky-Universität Oldenburg)
- 2015 Norbert Henze (Karlsruher Institut für Technologie)
- 2016 Ilka Agricola (Philipps-Universität Marburg)
- 2017 Sven de Vries (Universität Trier)
- 2018 Leif Döring (Universität Mannheim)
- 2019 Robert Rockenfeller (Universität Koblenz-Landau)
- 2020 Ulrich Kortenkamp (Universität Potsdam)
- 2021 Brigitte Forster-Heinlein (Universität Passau)
- 2022 Martin Schlather (Universität Mannheim)
- 2023 Claudia Kirch (Otto-von-Guericke-Universität Magdeburg)
- 2024 Anselm Knebusch (Hochschule für Technik Stuttgart)
- 2025 Jörg Härterich (Ruhr-Universität Bochum)

Physik:
- 2014 Christin Wagner (Universität des Saarlandes)
- 2015 Jürgen Sum, Bernd Jödicke (Hochschule Konstanz)
- 2016 Frederic Schuller (Friedrich-Alexander-Universität Erlangen-Nürnberg)
- 2017 Claudia Schäfle, Silke Stanzel, Elmar Junker (Hochschule Rosenheim)
- 2018 Bernd-Uwe Runge, Philipp Möhrke (Universität Konstanz)
- 2019 Burkhard Priemer (Humboldt-Universität zu Berlin)
- 2020 Christoph Stampfer, Sebastian Staacks, Heidrun Heinke (RWTH Aachen)
- 2021 Christian Hoffmann (Universität des Saarlandes)
- 2022 Julia Sammet (Johann Wolfgang Goethe-Universität Frankfurt am Main)
- 2023 Ivonne Möller (Ruhr-Universität Bochum)
- 2024 Jan-Philipp Burde (Eberhard Karls Universität Tübingen)
- 2025 Sebastian Schellhammer (Technische Universität Dresden)

Sportwissenschaft:
- 2017 Nils Neuber (Westfälische Wilhelms-Universität Münster)[25]
- 2019 Verena Burk (Eberhard Karls Universität Tübingen)[26]
- 2021 Verena Oesterhelt (Justus-Liebig-Universität Gießen)[27]
- 2023 Thomas Abel (Deutsche Sporthochschule Köln)[28]

Wald- und Forstwissenschaften
- 2024 Christian Zang[29]
- 2025 Paul Magdon[30]